# Peña Escalera
Escalera es una montaña de la provincia de Burgos ubicada en los alrededores de Miranda de Ebro (España). Pertenece al sistema montañoso de los Montes Obarenes y tiene una altitud de 812 m s. n. m. Aunque la cima está en terreno castellano-leonés, la montaña linda con La Rioja, desde donde se tiene la única opción de ascenso.